# Emperatriz Chung
Emperatriz Chung (en hangul, 왕후심청; en hanja, 王后沈淸; romanización revisada, Wanghu simcheong)    es una película de animación perdida de 2005, producida en conjunto con Corea del Norte y del Sur y dirigida por Nelson Shin.

## Sinopsis
En esta aventura, basada en un famoso cuento popular coreano, una hija se sacrifica para restaurar la vista de su padre ciego.

## Producción
Como un proyecto personal, Shin pasó ocho años haciendo el proyecto, incluidos tres años y medio de preproducción. La película fue coproducida en Corea del Norte por Chosun April 26th Children Film Studio (también conocido como SEK), y la banda sonora también fue grabada en el Norte por la Pyongyang Film and Broadcasting Orchestra. En un movimiento inusual para la industria cinematográfica coreana, las voces de los personajes se grabaron tanto en el sur como en el norte debido a las diferencias de dialecto. Para la versión de lanzamiento internacional definitiva, se utiliza el doblaje de Corea del Sur.

## Lanzamiento
El 12 de agosto de 2005, Emperatriz Chung se convirtió en la primera película que se estrenó simultáneamente tanto en Corea del Norte como en Corea del Sur. La película se presentó en el Festival Internacional de Animación de Annecyde 2004 y también fue reconocida con varios premios en Corea.
La película recaudó US$140,000 en su primer fin de semana frente a un presupuesto de US$6,5 millones,  continuando una tendencia de características animadas de bajo rendimiento creadas para el mercado coreano.

## Desaparición
Desde el lanzamiento inicial, aparte de algunas proyecciones en toda Europa, nunca hubo un lanzamiento en formato casero y, como tal, la película se considera perdida. Hoy en día, lo único relacionado con la película que existe es el tráiler, la animación de prueba de sonido, algunas capturas de pantalla y una colección de libros para niños.
También ha habido evidencia que sugiere que, a pesar de no haber sido lanzado en DVD a nivel internacional o en Corea del Sur, de hecho fue lanzado en Corea del Norte porque Johannes Schönherr ha mencionado a la película cuando habla de su última adquisición de DVDs en Corea del Norte, sin embargo, no hay más evidencia. Se desconoce si el lanzamiento del DVD en Corea del Norte es real.
Otra cosa que vale la pena señalar es que la película tiene una página en FilmDoo, lo que permite a los usuarios votar si quieren ver la película disponible a través de la plataforma.